# HIP 107772 b
HIP 107772 bとは、地球から約23.66パーセク離れた位置に存在する恒星 HIP 107772 の周囲を公転している太陽系外惑星である。

## 概要
この惑星の主星であるHIP 107772は太陽の0.63倍の質量をもつ、大型の赤色矮星である。HIP 107772 bはドップラー分光法による観測で発見され、2020年8月に他の10個の太陽系外惑星とともにその発見が公表された。下限質量は地球の約13倍（木星の0.0406倍）で、公転周期は55.2日とされている。
HIP 107772 bはハビタブルゾーン内を公転していることが判明しているものの、質量的に地球型惑星ではないと考えられている。同時に発見が公表され、ハビタブルゾーン内を公転している太陽系外惑星は他にもHIP 38594 b、GJ 2056 bがあるが、これらも地球型惑星でない可能性がある。